# Carex spicata
Pour les articles homonymes, voir Carex et Spicata.
Espèce
Classification APG III (2009)
L'espèce Carex spicata  Huds. (alias Carex muricata non L., alias Carex contigua Hoppe) est une plante des prairies, lisières de bois feuillus, bords de chemins.

## Noms vernaculaires
- Français : Laîche en épi
- Néerlandais : Gewone bermzegge
- Allemand : Dichtährige Segge.